# Шкіря Василь Васильович
Василь Васильович Шкіря (21 травня 1958) — український письменник, член Національної спілки письменників України та Національної спілки журналістів України.

## Життєпис
Василь Шкіря народився 21 травня 1958 року у простій селянській сім'ї. Взятися за перо спонукала розповідь учителя малювання Костянтина Корніловича Станковича про основоположника закарпатської школи живопису Адальберта Ерделі, батьківщиною якого є рідне село Загаття. У матеріалі, що надрукувала газета «Молодь Закарпаття», було розкрито справжнє ім'я художника – Іван Гриць. Це був перший його крок у незвідані царини друкованого слова. Потім у районній газеті «Нове життя» опублікував замітку «На сцені – Іван Царевич» про виставу лялькового театру з Ужгорода. А у «Закарпатській правді» презентував казочки, які благословив до друку лауреат Шевченківської премії Петро Скунць.
У військовій частині, де проходив армійську службу, очолював корпункт, регулярно готував матеріали у «Красный боєц». 
Після закінчення Загатської середньої школи навчався у Мукачівському радгоспі-технікумі. Відтак працював у колгоспі "Верховина". 
Повернувшись із армії, вступив у Львівський державний університет ім. Івана Франка. Азам друкованого слова там навчав патріарх української журналістики Володимир Здоровега. 
У 1980 році розпочав трудову діяльність в Іршавській районній газеті "Нове життя".  
За 32 роки роботи у редакції газети обіймав майже усі посади – від кореспондента до редактора. Доводилося зустрічатися з відомими особистостями і писати матеріали про них -- Юрія Багатікова, Назарія Яремчука, Василя Зінкевича, Степана Гігу, Петра Матія, Степана Жупанина, Михайла Комана, Віктора Пасулька, В’ячеслава Чорновола, Григорія Кохана, Маріанну Кіяновську, Галину Вдовиченко, Андрія Куркова, Івана Андрусяка, Андрія Кокотюхи, Михайла Слабошпицького, Євгена Барана. Понад три десятки літ підтримує дружні стосунки із лауреатом Шевченківської премії Мирославом Дочинцем та відомим українським поетом Василем Кузаном. Якби усе написане й опубліковане в газетах упорядкувати, вийшла б непогана книжка. 
Щоб привернути увагу читачів, шість років тому відродив легкоатлетичний крос на приз газети «Нове життя», який проводиться 20 квітня. У ньому беруть участь понад 500 чоловік. Переможці нагороджуються грамотами, книжками та безкоштовною передплатою газети. 
Василь Шкіря залучає до співпраці дописувачів. На сторінках районки публікуються матеріали вчителів, медиків, культосвітніх працівників, спортсменів та інших. Така співпраця позитивно впливає на передплату районного видання. За допомогою авторського активу є можливість більш широко висвітлювати проблеми, писати про найвіддаленіші населені пункти району. 
Автор книжок «Сльоза лелеки», «Як Осел вогонь сховав», «25 казочок для маленьких діточок», «Розбиті серця», «Три бажання», «Небезпечна краса», «Михайлик-Насміхайлик», «Іван Сила і брати-розбійники», «Майстер Нехай», «Пригоди Поштарика», "Зачарований край", "Стежина Степана Жупанина", «Чупакабра», «Таємниця Смерекового замку», «Чорна кішка з червоною пов’язкою та порожнім відром», "Шаркань", "Ранок вечора мудріший", "Тайстра казок", "Житіє Зайчика-Контрабандиста", "Потушняк у моєму житті","Пригоди Бджілки Джавелінки та її друзів","Хоча я й не чарівник,але без мене ранок не приходить".За мотивами казок «Сила і Закон», «Супер-віник», «Золоторогий Олень і ненажерлива бабуся» зразковий дитячий український музично-драматичний театр «Пролісок» Іршавського районного будинку культури зробив інсценізації, які відтак показало обласне телебачення. 
	Казки В. Шкірі образні й дотепні, позначені простотою і мудрістю. Вони розширюють дитячий кругозір, допомагають юному читачеві пізнавати довколишній світ, розрізняти добро і зло.
Казки Василя Шкірі перекладені на словацьку, угорську і російську мови. Вони друкувалися на сторінках обласних газет : "Молодь Закарпаття", "Закарпатська правда", "Новини Закарпаття", в журналах "Тиса" (Ужгород) та "Веселка" (Кошіце), а також у всеукраїнських виданнях: газетах "Молодь України", "Народознавство". 

## Нагороди
- Нагороджений почесними грамотами Національної спілки журналістів України та Національної спілки письменників України.
- Нагороджений нагрудним знаком Закарпатської обласної ради і Закарпатської обласної адміністрації "За розвиток Закарпаття"
- Член Національної спілки письменників України.
- Член Національної спілки журналістів України.
- Нагороджений Міжнародними і Всеукраїнськими літературними преміями імені Федора Потушняка,Володимира Кобилянського,Василя Юхимовича,Юлії Драгун та Юрія Яновського.